# Nakaibito
Nakaibito (navaho Naakaii Bitoʼ) és una concentració de població designada pel cens dels Estats Units a l'estat de Nou Mèxic. Segons el cens del 2000 tenia 455 habitants.

## Demografia
Segons el cens del 2000, Nakaibito tenia 455 habitants, 117 habitatges, i 91 famílies. La densitat de població era de 25,5 habitants per km².
Dels 117 habitatges en un 41% hi vivien nens de menys de 18 anys, en un 44,4% hi vivien parelles casades, en un 28,2% dones solteres, i en un 21,4% no eren unitats familiars. En el 17,1% dels habitatges hi vivien persones soles el 7,7% de les quals corresponia a persones de 65 anys o més que vivien soles. El nombre mitjà de persones vivint en cada habitatge era de 3,89 i el nombre mitjà de persones que vivien en cada família era de 4,52.
Per edats la població es repartia de la següent manera: un 37,8% tenia menys de 18 anys, un 12,5% entre 18 i 24, un 27,5% entre 25 i 44, un 14,7% de 45 a 60 i un 7,5% 65 anys o més.
L'edat mediana era de 25 anys. Per cada 100 dones de 18 o més anys hi havia 93,8 homes.
La renda mediana per habitatge era de 28.068 $ i la renda mediana per família de 28.977 $. Els homes tenien una renda mediana de 21.786 $ mentre que les dones 28.188 $. La renda per capita de la població era de 8.546 $. Aproximadament el 24,7% de les famílies i el 25,8% de la població estaven per davall del llindar de pobresa.
Segons el cens dels Estats Units del 2010 el 99,12% són nadius americans i el 0,44% blancs.

## Poblacions més properes
El següent diagrama mostra les poblacions més properes.